# Dipturus campbelli
Dipturus campbelli es una especie de pez de la familia de los Rajidae en el orden de los Rajiformes.

## Morfología
Los machos pueden llegar a alcanzar los 66 cm de longitud total.

## Reproducción
Es ovíparo y las hembras ponen huevos envueltos en una cápsula córnea.

## Hábitat
Es un pez de mar y de Clima subtropical (20 ° S-30 ° S) y demersal que vive entre 137-403 m de profundidad.

## Distribución geográfica
Se encuentra en el Océano Índico occidental: Mozambique y Durban (Sudáfrica ).

## Observaciones
Es inofensivo para los humanos. 